# تومويا ناكامورا
تومويا ناكامورا (بالكانا:なかむら ともや) هو ممثل ياباني، ولد في 24 ديسمبر 1986 بطوكيو في اليابان.

## اعماله

### أفلام
- سباي إكس فاميلي كود: وايت (2023)

## وصلات خارجية
- تومويا ناكامورا على موقع IMDb (الإنجليزية)
- تومويا ناكامورا على موقع ميوزك برينز (الإنجليزية)
- تومويا ناكامورا على موقع قاعدة بيانات الفيلم (الإنجليزية)
- تومويا ناكامورا على موقع ANN person (الإنجليزية)